# 小林秀雄賞
小林秀雄賞（こばやしひでおしょう）は、2002年（平成14年）に創設された日本の学術賞である。主催は一般財団法人新潮文芸振興会。前身は1988年創設の新潮学芸賞であり、ノンフィクションをメインとする新潮ドキュメント賞との分離に伴って設けられた。記念品および副賞100万円が授与される。

## 概要
日本を代表する文芸評論家・批評家である小林秀雄の生誕100年を記念して新たに創設された｡日本語表現の豊かな著作（評論・エッセイ）に毎年贈られる。具体的には「自由な精神と柔軟な知性に基づいて新しい世界像を呈示した作品」を対象とする。ただし､小説、詩、戯曲などフィクションは対象外である。
かつては季刊誌『考える人』で毎年発表していたが、2017年の休刊以降、Web版『考える人』及び文芸誌『新潮』にて毎年発表されている。

## 選考委員
現在
- 関川夏央
- 堀江敏幸
- 養老孟司
- 片山杜秀（第18回 - ）
- 國分功一郎（第19回 - ）

過去
- 河合隼雄（ - 第5回）
- 加藤典洋（ - 第17回）
- 橋本治（第6回 - 第17回）

## 受賞作品

### 第1回から第10回
- 第1回 (2002年) - 橋本治『「三島由紀夫」とはなにものだったのか』（新潮社）、斎藤美奈子『文章読本さん江』（筑摩書房）
- 第2回 (2003年) - 岩井克人『会社はこれからどうなるのか』（平凡社）、吉本隆明 『夏目漱石を読む』（筑摩書房）
- 第3回 (2004年) - 佐野洋子『神も仏もありませぬ』（筑摩書房）、中沢新一『対称性人類学：カイエソバージュV』（講談社〈選書メチエ〉）
- 第4回 (2005年) - 茂木健一郎『脳と仮想』（新潮社）
- 第5回 (2006年) - 荒川洋治『文芸時評という感想』（四月社）
- 第6回 (2007年) - 内田樹『私家版・ユダヤ文化論』（文藝春秋〈文春新書〉）
- 第7回 (2008年) - 多田富雄『寡黙なる巨人』（集英社）
- 第8回 (2009年) - 水村美苗『日本語が亡びるとき：英語の世紀の中で』（筑摩書房）
- 第9回 (2010年) - 加藤陽子『それでも、日本人は「戦争」を選んだ』（朝日出版社）
- 第10回 (2011年) - 高橋秀実『ご先祖様はどちら様』（新潮社）

### 第11回から第20回
- 第11回 (2012年) - 小澤征爾・村上春樹『小澤征爾さんと、音楽について話をする』（新潮社）
- 第12回 (2013年) - 山口晃『ヘンな日本美術史』（祥伝社）
- 第13回 (2014年) - 山田太一『月日の残像』（新潮社）
- 第14回 (2015年) - 小熊英二『生きて帰ってきた男：ある日本兵の戦争と戦後』（岩波書店〈岩波新書〉）
- 第15回 (2016年) - 森田真生『数学する身体』（新潮社）
- 第16回 (2017年) - 國分功一郎『中動態の世界：意志と責任の考古学』（医学書院〈シリーズケアをひらく〉）
- 第17回 (2018年) - 南直哉『超越と実存：「無常」をめぐる仏教史』（新潮社）
- 第18回 (2019年) - 平山周吉『江藤淳は甦える』（新潮社）
- 第19回 (2020年) - 斎藤環・与那覇潤『心を病んだらいけないの？：うつ病社会の処方箋』（新潮社〈新潮選書〉）
- 第20回 (2021年) - 岡田暁生『音楽の危機《第九》が歌えなくなった日』（中央公論新社〈中公新書〉）

### 第21回から第30回
- 第21回 (2022年) - 竹内康浩・朴舜起『謎ときサリンジャー：「自殺」したのは誰なのか』（新潮社〈新潮選書〉）
- 第22回 (2023年) - 平野啓一郎『三島由紀夫論』（新潮社）
- 第23回（2024年）[2]- 池谷裕二『夢を叶えるために脳はある：「私という現象」、高校生と脳を語り尽くす』（講談社）ISBN　978-4-06-534918-2